# Sedlce
Sedlce (německy Selze) je vesnice, část obce Svatý Jan nad Malší v okrese České Budějovice v Jihočeském kraji. Nachází se asi jeden kilometr západně od Svatého Jana nad Malší. Je zde evidováno 77 adres. V roce 2011 zde trvale žilo 87 obyvatel.
Sedlce je také název katastrálního území o rozloze 6,44 km². V katastrálním území Sedlce leží i Svatý Jan nad Malší a osada Hrachovy Hory.

## Historie
První písemná zmínka o vesnici pochází z roku 1541.

## Obyvatelstvo
| Rok            | 1869 | 1880 | 1890 | 1900 | 1910 | 1921 | 1930 | 1950 | 1961 | 1970 | 1980 | 1991 | 2001 | 2011 | 2021 |
| -------------- | ---- | ---- | ---- | ---- | ---- | ---- | ---- | ---- | ---- | ---- | ---- | ---- | ---- | ---- | ---- |
| Počet obyvatel | 319  | 278  | 276  | 282  | 313  | 357  | 293  | 214  | 220  | 183  | 91   | 54   | 52   | 87   | 123  |
| Počet domů     | 37   | 37   | 39   | 41   | 42   | 47   | 55   | 80   | 80   | 52   | 36   | 50   | 54   | 61   | 78   |

## Obecní správa
Při sčítání lidu v letech 1850–1943 Sedlce byla samostatnou obcí v okrese České Budějovice (v letech 1850–1910 Budějovice). V letech 1943–1945 byla osadou obce Svatý Jan nad Malší, ale v letech 1945–1960 byla uváděna znovu jako obec, se kterým patřila nejprve do okresu České Budějovice, ale v roce 1950 v okrese Kaplice a od roku 1960 opět v okrese České Budějovice. Od 12. června 1960 je opět částí obce Svatý Jan nad Malší v okrese České Budějovice. V letech 1850–1924 k obci patřily Branišovice, Lahuť a Polžov.

## Pamětihodnosti
- Boží muka
- Zřícenina hradu Velešín z první poloviny 13. století. Stavitelem byl panovník, ale hrad brzy přešel do rukou pánů z Michalovic a později ho získali Rožmberkové. Opuštěn byl roku 1487.[10]
- celkem čtyři památné stromy, dva duby letní a dvě lípy malolisté.

## Galerie

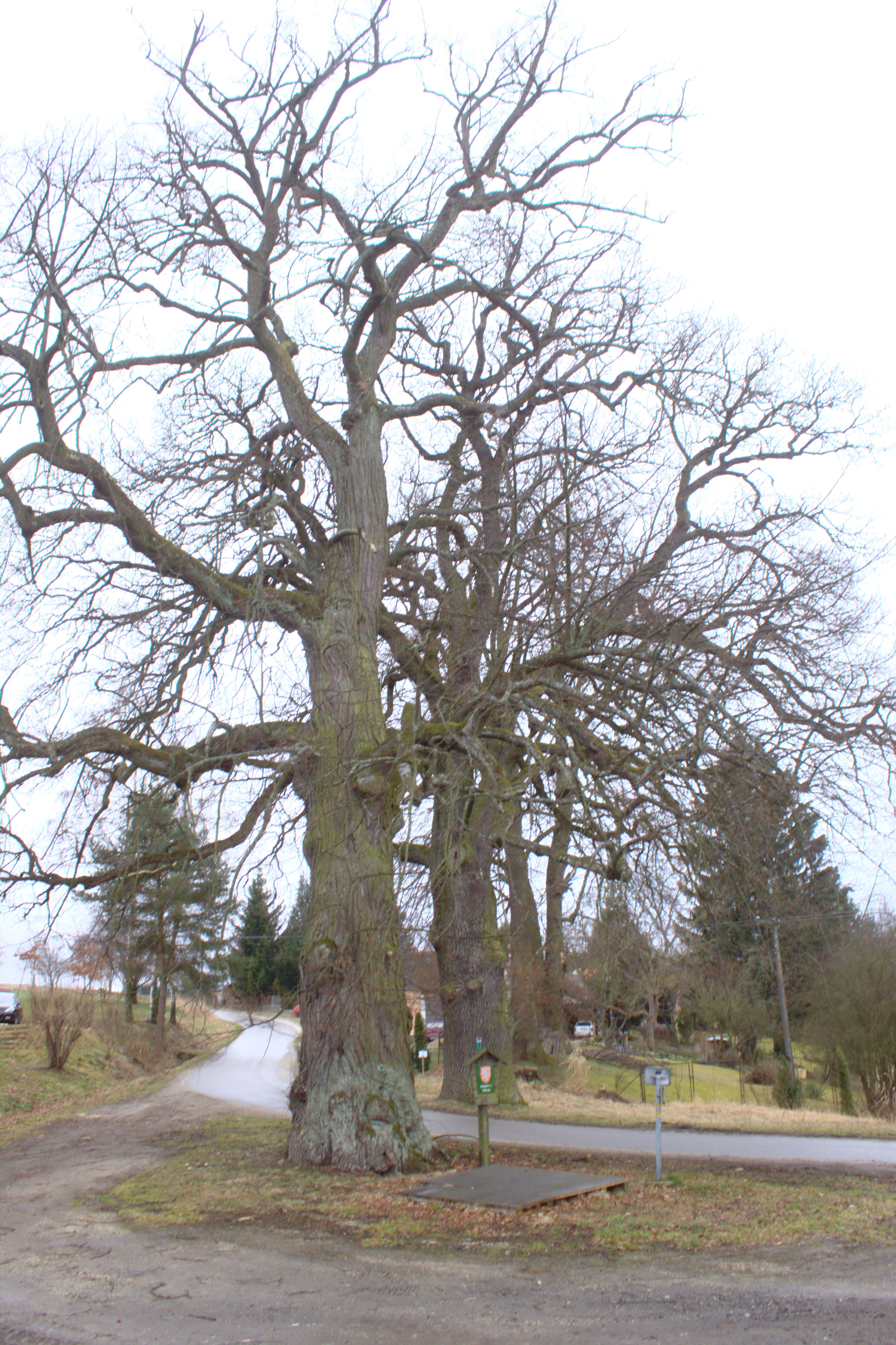
Památné stromy
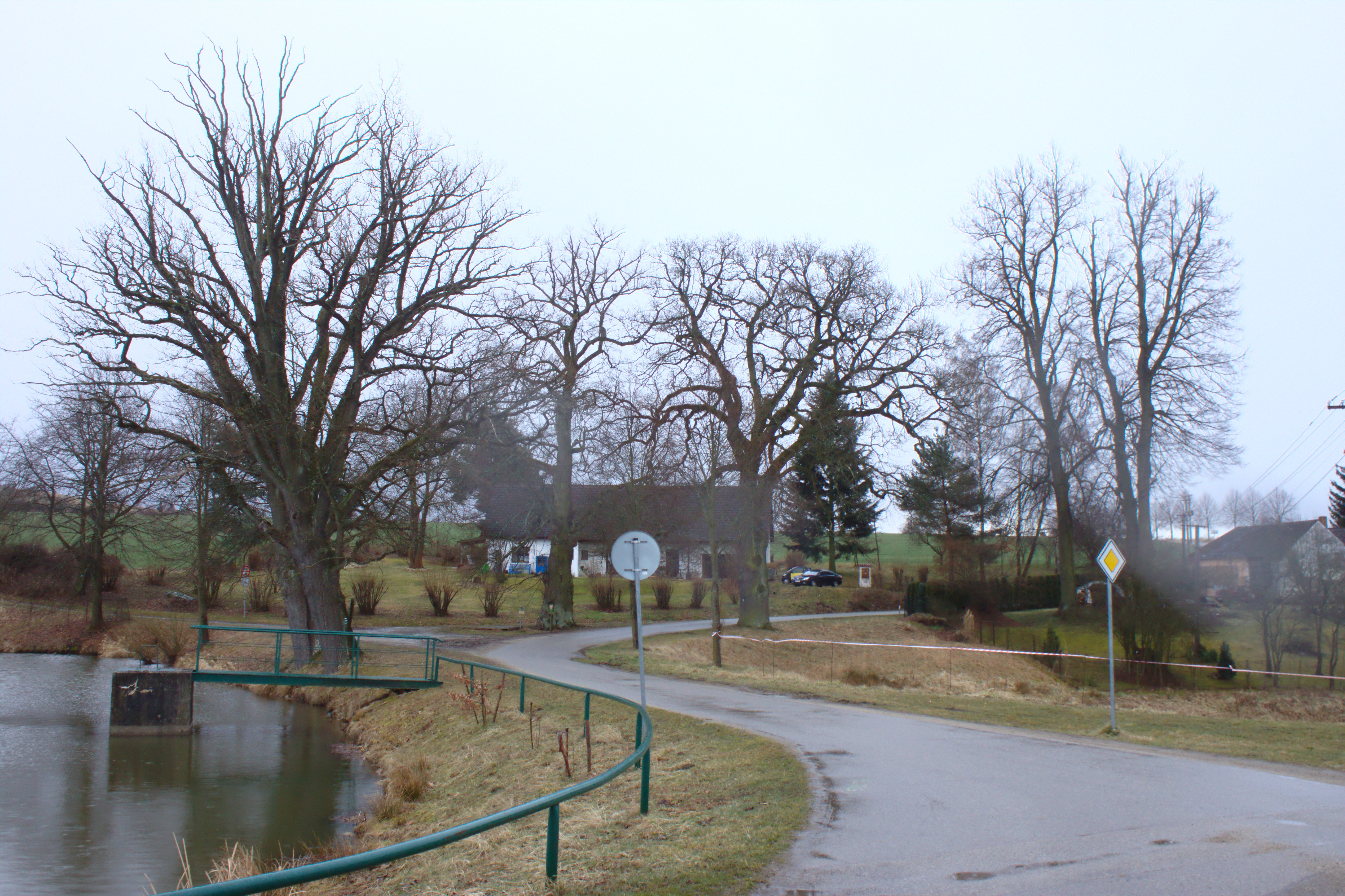
Památné stromy
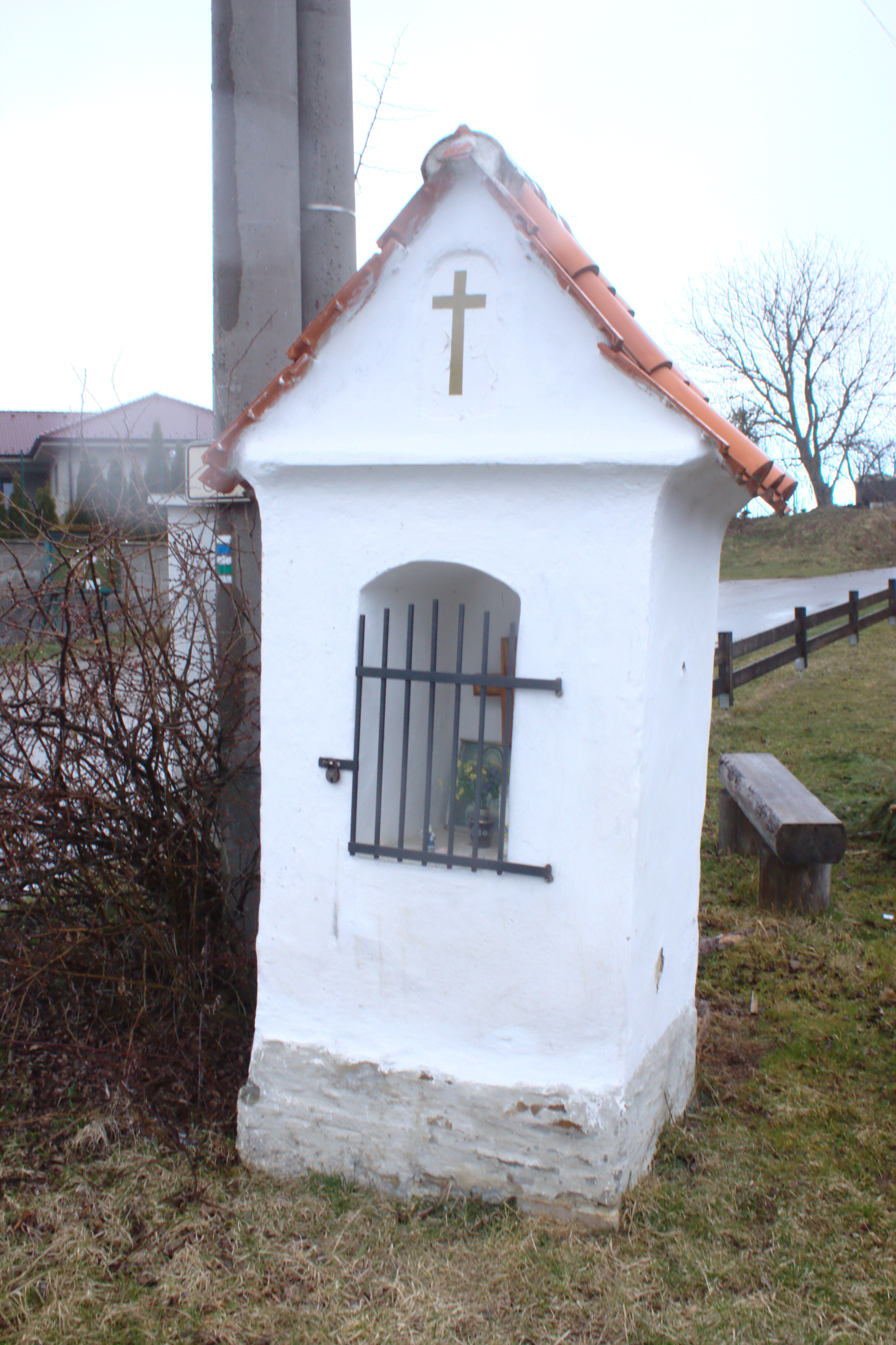
Kaplička